# Shannon Guess Richardson
Shannon Guess Richardson (* 31. August 1977 als Shannon Rogers) ist eine US-amerikanische Attentäterin und Schauspielerin.

## Werdegang
Shannon Guess Richardson spielte kleinere Rollen in Fernsehserien wie Vampire Diaries und The Walking Dead.
Aus mehreren Ehen hat sie insgesamt sechs Kinder. Das sechste Kind wurde – drei Monate vorzeitig – während der Haft geboren.
Richardson wurde überregional bekannt, nachdem sie am 20. Mai 2013 mit dem Gift Rizin präparierte Drohbriefe an den US-Präsidenten Barack Obama, den Bürgermeister von New York Michael Bloomberg und einen Aktivisten für schärfere Waffengesetze verschickt hatte. Zehn Tage später wandte sie sich an das FBI und beschuldigte ihren Ehemann der Tat, verwickelte sich aber während der Vernehmungen in Widersprüche und wurde im Juni 2013 verhaftet. Nachdem Richardson im Dezember 2013 ein Geständnis abgelegt hatte, wurde sie im Juli 2014 zu 18 Jahren Haft und einer Entschädigungszahlung von 367.222 US-Dollar verurteilt.
Im Rahmen der Ermittlungen gegen Richardson wurde die Existenz des bis dahin geheimen Mail-Isolation-Control-and-Tracking-Programms bekannt, bei dem alle vom United States Postal Service transportierten Briefumschläge fotografiert werden.